# Mörttjärnen (Solleröns socken, Dalarna)
Mörttjärnen är en sjö i Mora kommun i Dalarna och ingår i Dalälvens huvudavrinningsområde.